# Mauron
Mauron é uma comuna francesa na região administrativa da Bretanha, no departamento Morbihan. Estende-se por uma área de 66,59 km². Em 2010 a comuna tinha 3 184 habitantes (densidade: 47,8 hab./km²).